# Sienickie
Sienickie – wieś w Polsce położona w województwie podlaskim, w powiecie grajewskim, w gminie Grajewo.
W latach 1975–1998 miejscowość administracyjnie należała do województwa łomżyńskiego.